# 堀田丸正
堀田丸正株式会社（ほったまるしょう、英文名称: Marusho Hotta Co., Ltd.）は、1933年に設立した繊維製品・宝飾品卸売の株式会社である。RIZAPグループの子会社。

## 概要
高島礼子、中村勘三郎、五木ひろし、井上順ら芸能人の名前を冠した着物やジュエリーのブランドを持つ。 
2000年3月にヤマノグループ傘下となり、2007年4月1日に同じヤマノグループ傘下の意匠撚糸製造販売の堀田産業と合併し、商号を堀田丸正に変更した。
2017年5月にRIZAPグループとの資本業務提携を発表。ヤマノホールディングスは保有する株式の大半を売却し、親会社から外れた。同年6月に第三者割当増資が行われ、RIZAPグループの子会社となった。

## 沿革
- 1861年 - 創業。
- 1894年10月 - 日本橋大伝馬町にて呉服問屋を開業。
- 1933年2月1日 - 株式会社丸正商店設立。
- 1944年 - 株式会社丸正に商号変更。
- 1974年4月 - 東京証券取引所市場第二部に上場。
- 2000年3月 - 第三者割当増資により、ヤマノグループ傘下となる。
- 2007年4月1日 - 堀田産業株式会社を吸収合併、商号を堀田丸正株式会社に変更。
- 2008年7月 - 株式会社天創を吸収合併。
- 2013年4月 - タケオニシダ・ジャパン株式会社を吸収合併。
- 2014年10月 - 丸福商事株式会社を吸収合併。
- 2017年5月 - ヤマノホールディングスが保有株式の大半（議決権所有割合52.42%のうち43.29%）を売却し、親会社でなくなる[2]。
- 2017年6月 - RIZAPグループに第三者割当増資を行い、同社の子会社となる[1][3]。